# Stanislav Tichavský
Stanislav Tichavský (* 7. května 1937) byl český a československý politik Komunistické strany Československa, poslanec Sněmovny lidu Federálního shromáždění a ředitel automobilky Tatra Kopřivnice za normalizace.

## Biografie
K roku 1976 se profesně uvádí jako ředitel podniku. Byl ředitelem automobilky Tatra Kopřivnice. V této funkci se připomíná ještě k roku 1989.
Ve volbách roku 1976 zasedl do Sněmovny lidu (volební obvod č. 124 – Nový Jičín, Severomoravský kraj). Mandát obhájil ve volbách roku 1981 (obvod Nový Jičín) a volbách roku 1986 (obvod Nový Jičín). Ve Federálním shromáždění setrval do konce funkčního období, tedy do svobodných voleb roku 1990. Netýkal se ho proces kooptací do Federálního shromáždění po sametové revoluci.